# Ten (album Gabrielle Cilmi)
Ten je drugi studijski album australske pjevačice Gabrielle Cilmi, objavljen 22. ožujka 2010. godine. Prvi singl s albuma je pjesma "On a Misson", koja je u stilu glazbe iz 80-ih.

## Koncepcija
Kako govori Cilmi, album će imati "puno uptempo funk pjesama i disco-nadahnutih brojeva dizajniranih za ples", kao i "neke više seksi pjesme". Jedna pjesma uključuje vrstu jodlanja u sebi.

## Singlovi
- Prvi singl s albuma je "On a Mission"; pjesma je bila objavljena 8. ožujka 2010. godine. Popraćena je spotom na koji je bilo utrošeno 250.000 funti, a scene iz njega posjećaju na film Barbarella.[4][5]

## Popis pjesama
Standardna verzija
1. "On a Mission"
2. "Hearts Don't Lie"
3. "What If You Knew"
4. "Love Me Cos"
5. "Defender"
6. "Robots"
7. "Superhot"
8. "Boys"
9. "Invisible Girl"
10. "Glue"
11. "Let Me Know"
12. "Superman"
13. "Sweet About Me (Twenty Ten Version)"

- Digitalni dodatak

Specijalna iTunes verzija"
1. "On A Mission"
2. "Hearts Don't Lie"
3. "What If You Knew"
4. "Love Me Cos"
5. "Defender"
6. "Robots"
7. "Superhot"
8. "Boys"
9. "Invisible Girl"
10. "Glue"
11. "Let Me Know"
12. "Superman"
13. "Sweet About Me (Twenty Ten Version)"
14. "Sucker For Love" (iTunes bonus pjesma)

- On a Mission spot
- Digital Booklet